# 迪内欧勒
迪内欧勒（法語：Dinéault，法語發音：[dineɔl]）是法国菲尼斯泰尔省的一个市镇，属于沙托兰区。

## 地理
迪内欧勒（48°13'8"N, 4°9'56"W）面积45.96 平方千米，位于法国布列塔尼大區菲尼斯泰尔省，该省份为法国最西部的省份，位于布列塔尼半岛西部，北西南三面环大西洋，东临阿摩尔滨海省和莫尔比昂省。
与迪内欧勒接壤的市镇（或旧市镇、城区）包括：蓬德比莱基梅尔、沙托兰、普洛莫迪耶恩、圣尼克、特雷加尔旺。
迪内欧勒的时区为UTC+01:00、UTC+02:00（夏令时）。

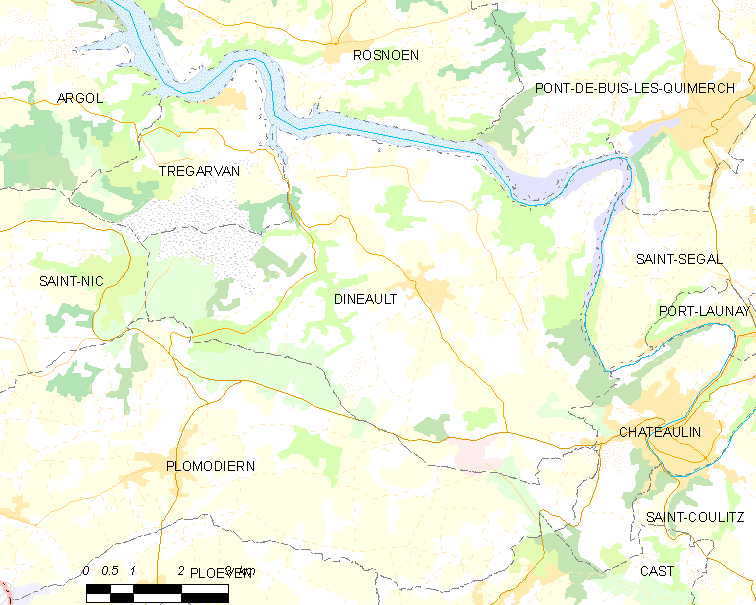
迪内欧勒的OSM定位图

## 行政
迪内欧勒的邮政编码为29150，INSEE市镇编码为29044。

## 政治
迪内欧勒所属的省级选区为克罗宗县。

## 人口

1962-2008年间迪内欧勒人口变化图示

迪内欧勒于2022年1月1日时的人口数量为1858人。